# Thaddée Nsengiyumva
Thaddée Nsengiyumva (17 mars 1949 - 8 juin 1994) est un évêque du diocèse de Kabgayi au Rwanda. Il est tué à Kabgayi lors du génocide contre les Tutsi en 1994 .

## Biographie
Thaddée Nsengiyumva est né à Bungwe le 17 mars 1949. Il est ordonné prêtre le 20 juillet 1975. Le 18 novembre 1987, il est nommé évêque coadjuteur de Kabgayi, puis consacré à cette fonction le 31 janvier 1988. Il accède finalement à l’épiscopat en tant qu’évêque de Kabgayi le 8 octobre 1989, succédant ainsi à André Perraudin.  
En décembre 1991, Vincent Nsengiyumva publie une lettre pastorale intitulée « Convertissons-nous pour vivre ensemble dans la paix ». Dans ce texte, il dénonce l’absence d’efforts concrets pour résoudre le conflit opposant Hutus et Tutsis. Il y affirme notamment que « l'assassinat politique est désormais monnaie courante ». Ce document adopte un ton autocritique : l’Église y est accusée de ne pas suffisamment soutenir la population et d’être devenue, par son inaction, complice du système en place.
Après le début du génocide en 1994, Nsengiyumva, alors président de la conférence des évêques du Rwanda, multiplie les appels en faveur de l'arrêt des massacres. En collaboration avec le Comité international de la Croix-Rouge (CICR), il essaye d'aider de nombreux déplacés de guerre autour et dans l'évêché. Cependant, le 16 avril, il publie une lettre qui a été généralement considérée comme soutenant le gouvernement hutu contre la rébellion tutsie. 
Le 5 juin 1994, Thaddée Nsengiyumva est assassiné à Gakurazo par des soldats de l' Armée patriotique rwandaise (APR). Lors de cet événement, l'archevêque de Kigali, Vincent Nsengiyumva ainsi que l'évêque Joseph Ruzindana (en) trouvent la mort à ces côtés.  Dix prêtres périssent également dans ces circonstances. Certaines sources suggèrent que Thaddée Nsengiyumva aurait été tué par erreur, la cible initiale étant en réalité son homonyme, Vincent Nsengiyumva. Cette hypothèse reste cependant peu plausible, dans la mesure où les deux hommes ont été assassinés simultanément.